# 7223 Dolgorukij

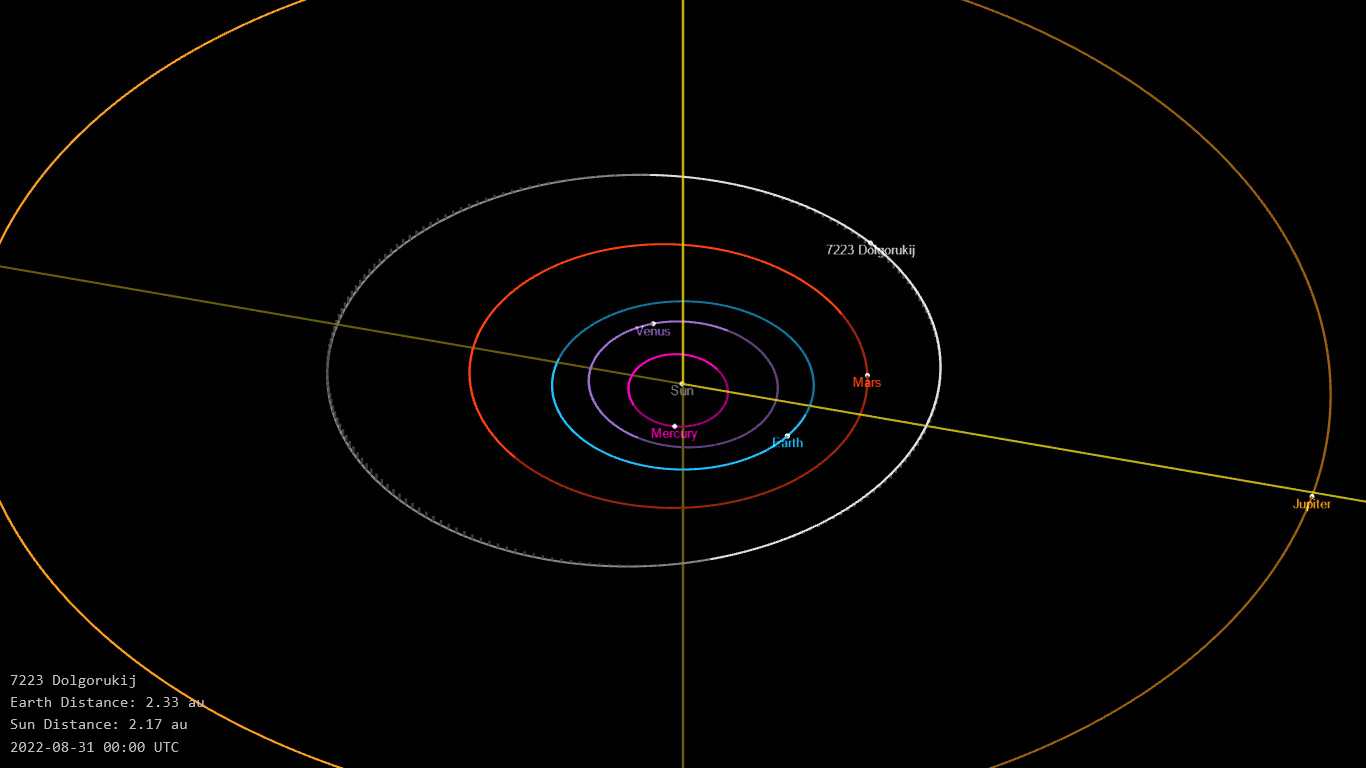

7223 Dolgorukij è un asteroide della fascia principale. Scoperto nel 1982, presenta un'orbita caratterizzata da un semiasse maggiore pari a 2,3511002 UA e da un'eccentricità di 0,1751666, inclinata di 1,55828° rispetto all'eclittica.